# کیم گا اون
این یک نام کره‌ای است؛ نام خانوادگی کیم است.
کیم گا اون (کره‌ای: 김가은؛ زادهٔ ۸ ژانویه ۱۹۸۹) بازیگر اهل کره جنوبی است. از آثاری که در آنها ایفای نقش کرده‌است می‌توان به می‌توانم صدایت را بشنوم و بوسه حس ششم، چون این اولین زندگیمه، نور چشمانت، زیر چتر ملکه و پادشاه سرزمین اشاره کرد.